# Georges Bertier
Georges Bertier   (Nancy, 24 de setembre de 1877 - París, 12 de gener de 1962) va ser un pedagog i impulsor de l'escola activa i de l'escoltisme a França. Fou director de l'École des Roches i president dels Éclaireurs de France.
Estudià a la universitat de la propera ciutat de Nancy. Marxà per continuar la seva formació a París a la Sorbona i al Col·legi de França. També a l'Escola d'Alts Estudis i a l'Institut Catòlic.

## L'École des Roches
Fou director i consolidador de l'École des Roches a la qual va dedicaria seva vida. Aquesta escola fundada el 1899 per Edmond Demolins, s'inspirava en les grans escoles britàniques i s'adreçava a la formació d'unes noves elits. Era una escola privada i laica. Situada en plena natura en un gran parc de 24 hectàrees a Verneuil‐sur‐Avre a Normandia. L'escola va esdevenir el prototipus de l'educació activa en oposició a l'escola llibresca i abstracte del model educatiu francès com Demolins havia denunciat en el seu conegut llibre A quoi tient la supériorité des Anglo-Saxons? de 1897.
Era reservada per a nois de famílies benestants, capaces d'aportar els elevats recursos necessaris per construir i mantenir infraestructures i persona. Fou una escola de referència de la Nova Educació a França i a Europa gràcies a Georges Bertier, director des del 1903 fins al 1944. Des de l'École des Roches, Bertier va ser l'iniciador de nous mètodes educatius a França i a l'estranger gràcies a la seva intensa vinculació dins del moviment internacional per la nova educació. Sota la seva coordinació, l'École des Roches va fer avenços innovadors i amb un nou estil d'educació que s'oferia com a model per fàcilment renovar les escoles de secundària estatals. Als anys trenta la seva acció va tenir una influència molt real i duradora en l'educació francesa. El 1921, Bertier era un membre destacat del Grup Francès per a una Nova Educació (GFEN) al costat de Paul Langevin, Henri Wallon o Henri Pieron. Després de la II Guerra Mundial, el 1945, els seus plantejaments van influir en la reorganització de l'ensenyament secundari francès.
Va procurar reorientar l'École des Roches fusionant el model educatiu britànic amb els objectius i exigències de les humanitats franceses. Adoptant una via intermèdia que tenia en compte totes les facultats del nen, els seus dots d'observació i inducció. Obrint-se als mètodes de la pedagogia activa units a objectius educatius de la tradició humanista i els requisits de la universitat francesa. Adaptant el centres d'interès proposa una síntesi fecunda entre l'humanisme i la nova educació.
En el període d'entreguerres, l'École des Roches es va establir, gràcies a l'acció militant del seu director Georges Bertier, com a far de la nova educació.
L'escola complia molts dels trenta punts establerts per Adolphe Ferrière per definir una escola activa, tal com demostrà Bertier a la seva obra L'École des Roches, publicada el 1935. L'objectiu de l'educació era per a Bertier «formar l'infant tot sencer, cos, esperit, voluntat» en una educació en un entorn de natura, un ambient positiu i familiar de llibertat individual i de responsabilitat col·lectiva.
L'objectiu que guiava Bertier era que el noi desenvolupi la seva personalitat i sàpiga prendre iniciativa (les responsabilitats són confiades pels caps de casa als "capitans"). També a través de la competició (amb motiu dels partits entre les diferents cases amb les quals se senten identificats els joves que hi viuen). Tot seguint la divisa de l'educació britànica de la lluita per la vida (struggle for life)i l'ajudar-se a si mateix (self help). Estil d'educació que posa l'accent en els esforços personals i la iniciativa privada. Es tracta, doncs, d'una nova educació d'inspiració liberal, seglar i cristiana.
El 1909 va fundar la revista Éducation que dirigirà fins a 1940 des d'on es difondrà per França l'escola nova i la pedagogia activa, així com les idees educatives de l'escoltisme. Aquesta revista fou la principal entrada de la pedagogia de Dewey a França, ja que Georges Bertier va incloure-hi el pedagog nord-americà com a col·laborador principal.

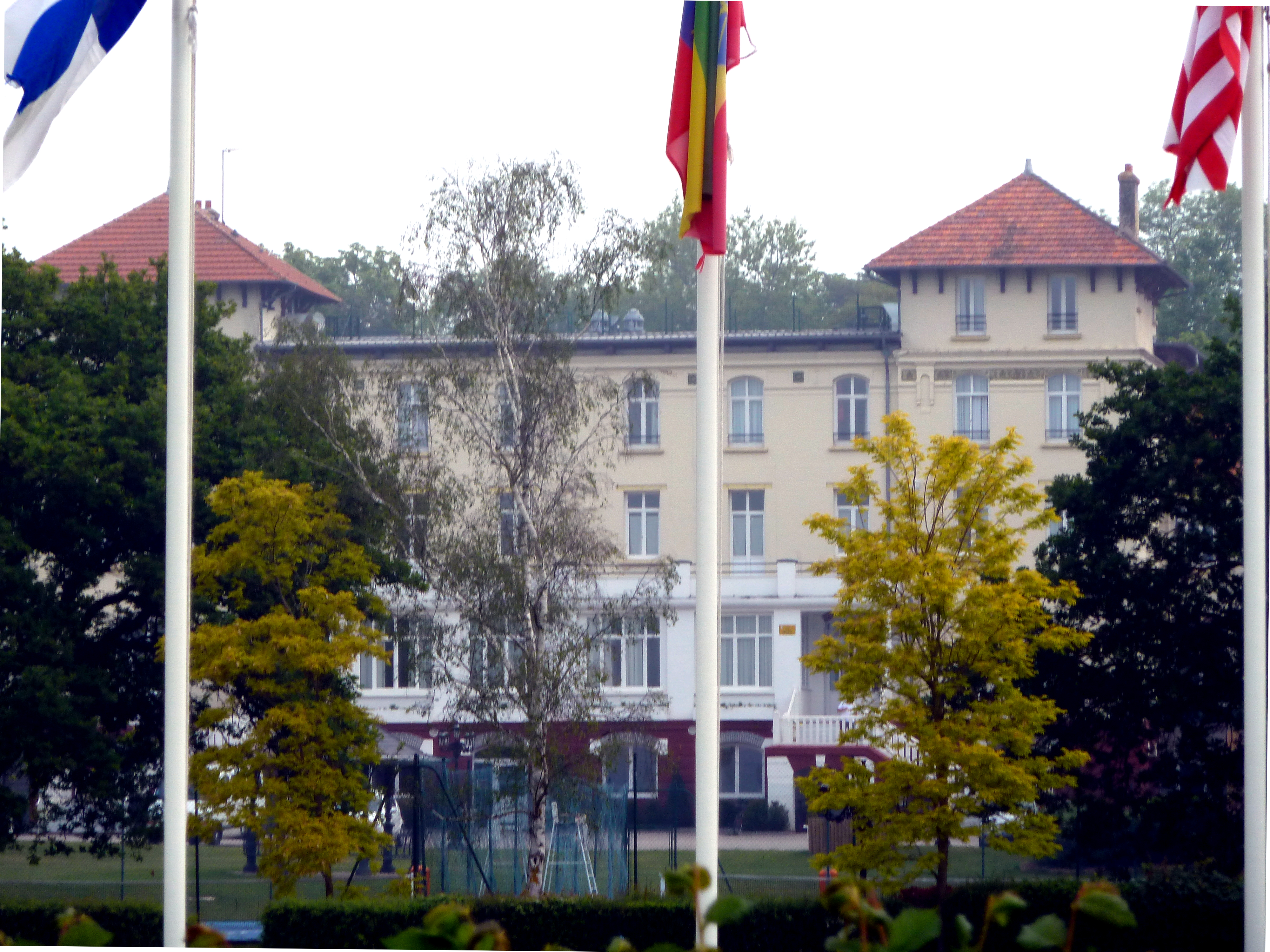
L' École des Roches. El seu estatge inicial.

L'experiència i prestigi de l'École des Roches de Bertier inspirà a famílies benestants de Catalunya a crear per als seus fills centres en la línia de l'Escola Nova, alternatius als grans col·legis religiosos, com l'Escola de Vallparadís de Terrassa (1910) o el Col·legi Mont d'Or de Barcelona (1910). Amb una estructura més senzilla i amb diferents metodologies dins el plantejament d'escola activa.

## Pensament pedagògic i pràctica educativa
Georges Bertier transformà l'École des Roches en un laboratori educatiu d'avantguarda, independent de l'Església i de l'Estat, ja que era una institució privada i aconfessional.
Bertier fou conscient que la transposició del model educatiu dels grans centres educatius britànics provocava reticències a les famílies de la burgesia francesa. Realitzà algunes adaptacions per adaptar-se a la forma de vida francesa, però mantenint l'essencial, és a dir, dotant als alumnes d'una cultura d'esperit emprenedor. Fet que contrastava amb el seu context educatiu. Tot i que ja en aquella època l'ensenyament secundari francès era fortament criticat perquè tenia per objectiu principalment la preparació per als títols i concursos de la funció pública.
Bertier va accentuar en la seva acció educativa la impostació humanistico-cristiana al mateix temps que es preocupava per donar resposta als nou rols professionals oberts a l'alta i mitjana burgesia de l'època. Defensava que l'humanisme havia de ser l'element primordial de l'educació nova. Integrat en l'activitat pràctica d'aprenentatge de les ciències i dels coneixements.

## Escoltisme
Tot va predisposar a Georges Bertier a acollir a França l'escoltisme que acabava de fundar amb un notable èxit, el 1907, el general i pedagog anglès Baden-Powel. Una proposta pedagògica que interessà a Bertier com educador experimentat, obert a totes les innovacions educatives, amb un ideal de generositat, amor al proïsme i de fe cristiana.
Bertier va documentar i difondre, des de 1910, el moviment dels "Boys Scouts". El mètode del qual tenia similituds amb el de l'Escola de les Roques. Des de la revista Éducation, es dedicà a difondre les idees i realitzacions de l'educació nova i a anar difonent les propostes educatives de l'escoltisme.
El març de 1911, amb Nicolas Benoît, creà la primera secció escolta francesa amb un grup de nois de la seva escola. Traduí el nom anglès del moviment com Éclaireurs. A finals d'aquell any participà en la fundació de l'Association des Éclaireurs de France, de la qual esdevingué vicepresident abans de ser-ne president el 1921. Va romandre en aquest càrrec fins al 1937. Els Éclaireurs de France es definien com un moviment neutre aconfessional i espiritual. Bertier impulsarà una gran expansió i rellevància socials del moviment escolta francès. Tot desplegant múltiples activats, assistint a jamborees o reunions internacionals, redactant articles tècnics i de divulgació sobre l'escoltisme i mantenint contactes amb el fundador de l'escoltisme Baden-Powel.
El 1952, després de quaranta-un anys de responsabilitat efectiva, va abandonar els Éclaireurs de France, en considerar que havien desvirtuat el posicionament fundacional de neutralitat laica i espiritualitat. A l'edat de setanta-cinc anys, va passar a donar suport i presidir un nou moviment Éclaireurs Neutres de France per mantenir la laïcitat neutral i l'espiritualitat que sempre havia defensat.
Als inicis dels anys seixanta del segle xx, Georges Bertier va rebre les Palmes acadèmiques de les mans de ministre Maurice Herzog. També el prestigiós Prix Montyon . Havia estat membre del Consell Superior de la Instrucció Pública. Morí el 12 de gener de 1962 al seu domicili de París.

## Obres
- BERTIER, G. L'École des Roches, Juvisy: Éditions du Cerf, 1934.
- BERTIER, G. L'éducation de l'effort. París: 1935.
- BERTIER, G. Éducation et contre-éducation. París: 1936.
- BERTIER. G. et al. (editors), Les Devoirs présents des éducateurs, Paris et Clermont-Ferrand: Édition sociale française, 1942.